# Versko ravnanje
Versko ravnanje je v širšem smislu ravnanje ljudi pri vsakdanjih opravilih v skladu z verskimi normami (pozdravljanje, moralna pravila v medčloveških odnosih), v ožjem smislu pa s tem izrazom opredeljujemo ravnanja, ki šele z versko vsebino dobijo svoj smisel (sveta maša, sveti zakramenti v krščanstvu).